# Barcelona FC (BA)
Der Barcelona Futebol Clube, offiziell Ilhéus Soccer Futebol Entretenimento S/A, ist ein Fußballverein aus Ilhéus im brasilianischen Bundesstaat Bahia. Der Klub wurde 2019 gegründet.

## Geschichte
Bei der Gründung des Klubs wurde das Ziel ausgegeben, dass dieser in künftig auf nationaler Ebene antreten soll. Barcelona wurde als SAF (Sociedade Anônima do Futebol), wirtschaftliches Fußball-Unternehmen, ins Leben gerufen. In seiner Gründungszeit saß das Management des Klub noch in São Paulo und unterhielt nur ein kleines Verwaltungsteam arbeitete vor Ort. Für die Spieler wurden Einrichtungen für Unterkunft und Physiotherapie geschaffen. Bei der Finanzierung unterstütze das Unternehmen Adilis aus São Paulo den Klub. Für 2023 lag das geplante Budget bei 1,5 Millionen Real.
2020 gab Barcelona sein Profidebüt in der zweiten Liga der Staatsmeisterschaft von Bahia, wo er den fünften Platz belegte und in der Endphase ausschied. Im August 2021 wurde Barcelona mit einem 3:0-Sieg gegen den Botafogo SC zum Meister der zweiten Liga gekrönt, nachdem das erste Spiel in noch mit 1:2 verloren worden war. Damit ist der einzige Zugangsplatz für die erste Liga 2022 garantiert. In dieser erreichte der Klub das Halbfinale, wo man sich dem EC Jacuipense geschlagen geben musste (0:0, 0:1). Diese Leistung konnte erbracht werden, obwohl die Mannschaft keine Partie zuhause bestreiten konnte. Der Verband hatte das Stadion als unbespielbar eingestuft. In der Staatsmeisterschaft 2023 belegte der Klub den siebten Platz. In der Auflage 2024 qualifizierten sie sich wieder für das Halbfinal. In den Partien gegen den EC Vitória unterlag man mit 0:2 und 1:4. Im Gesamtklassement erreichte Barcelona den dritten Platz und damit erstmals die Qualifikation für überregionale Wettbewerbe.
2025 trat der Klub kurz vor Beginn der Staatsmeisterschaft in der Qualifizierungsrunde der Copa do Nordeste 2025 an. In der Partie beim CS Alagoano verlor Barcelona mit 0:1. Außerdem durfte der Klub in der ersten Runde des Copa do Brasil 2025 sowie der Série D, der vierten Liga Brasiliens, antreten.

## Teilnahme an Fußballwettbewerben
| Wettbewerb                          | Teilnahmen |
| ----------------------------------- | ---------- |
| Staatsmeisterschaft Segunda Divisão | 2020–2021  |
| Staatsmeisterschaft                 | 4× – 2022– |
| Copa do Nordeste                    | 1× – 2025  |
| Copa do Brasil                      | 1× – 2025  |
| Série D                             | 1× – 2025– |

## Erfolge
- Staatsmeisterschaft von Bahia Segunda Divisão: 2021